# 6815 Mutchler
A 6815 Mutchler (ideiglenes jelöléssel 1979 MM5) a Naprendszer kisbolygóövében található aszteroida. Eleanor F. Helin és Schelte J. Bus fedezte fel 1979. június 25-én.